# Myrmelachista
Myrmelachista är ett släkte av myror. Myrmelachista ingår i familjen myror.

## Bildgalleri

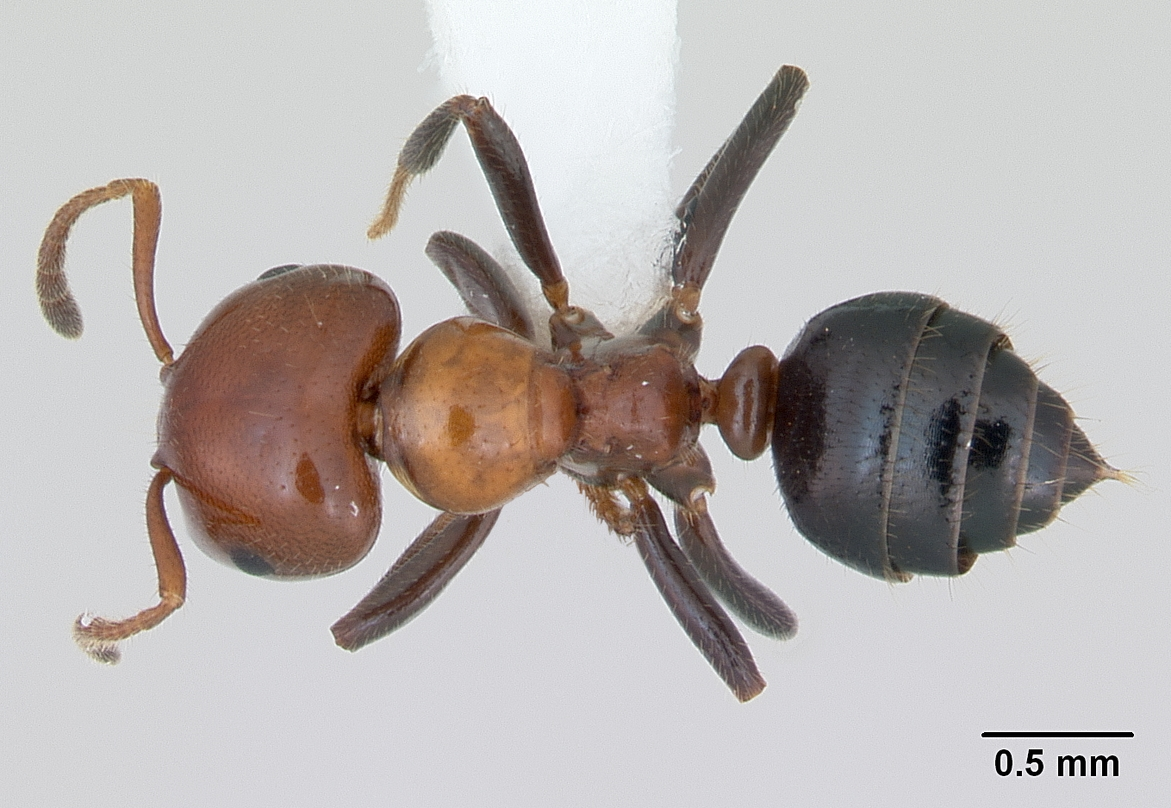
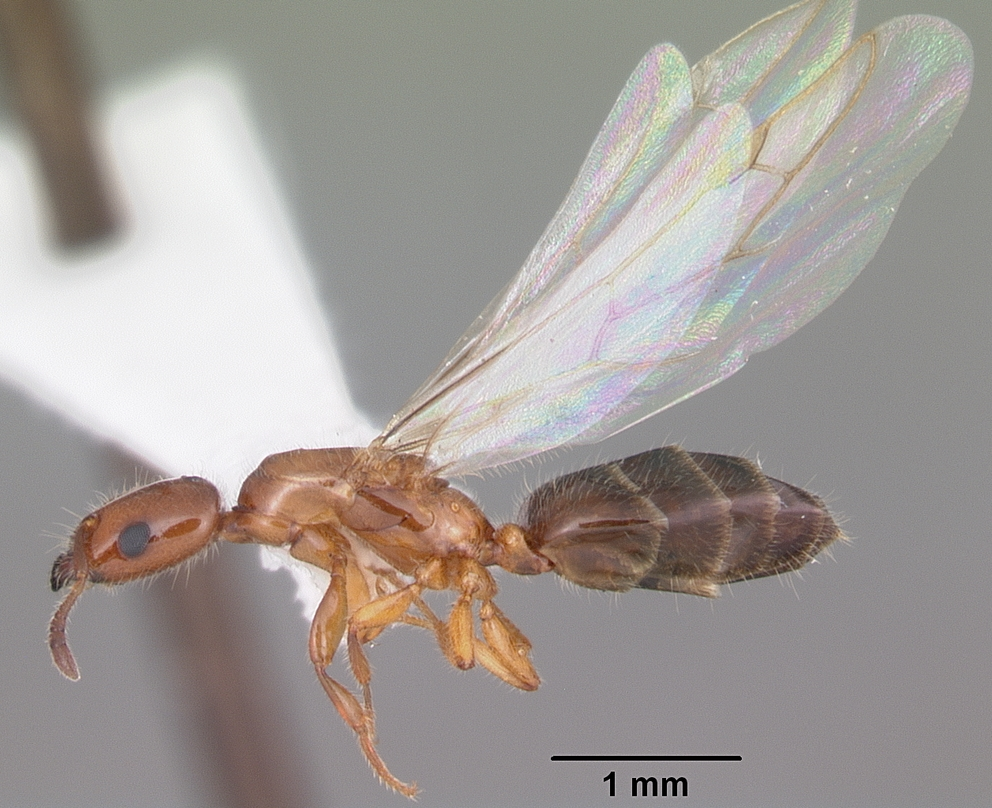

## Dottertaxa tillMyrmelachista, i alfabetisk ordning[1]
- Myrmelachista ambigua
- Myrmelachista amicta
- Myrmelachista arborea
- Myrmelachista arthuri
- Myrmelachista bambusarum
- Myrmelachista bettinae
- Myrmelachista brevicornis
- Myrmelachista bruchi
- Myrmelachista catharinae
- Myrmelachista chilensis
- Myrmelachista cooperi
- Myrmelachista costaricensis
- Myrmelachista dalmasi
- Myrmelachista donisthorpei
- Myrmelachista elata
- Myrmelachista elongata
- Myrmelachista flavida
- Myrmelachista gagates
- Myrmelachista gagatina
- Myrmelachista gallicola
- Myrmelachista goeldii
- Myrmelachista goetschi
- Myrmelachista guyanensis
- Myrmelachista hoffmanni
- Myrmelachista kloetersi
- Myrmelachista kraatzii
- Myrmelachista longinoda
- Myrmelachista mayri
- Myrmelachista mexicana
- Myrmelachista muelleri
- Myrmelachista nigella
- Myrmelachista nodigera
- Myrmelachista paderewskii
- Myrmelachista plebecula
- Myrmelachista ramulorum
- Myrmelachista reclusi
- Myrmelachista reichenspergeri
- Myrmelachista reticulata
- Myrmelachista rogeri
- Myrmelachista rudolphi
- Myrmelachista ruszkii
- Myrmelachista schachovskoi
- Myrmelachista schumanni
- Myrmelachista skwarrae
- Myrmelachista ulei
- Myrmelachista vicina
- Myrmelachista zeledoni